# Robert Hrgota
Robert Hrgota (* 2. August 1988 in Celje) ist ein ehemaliger slowenischer Skispringer und heutiger Skisprungtrainer.

## Werdegang
Werdegang als Skispringer
Seinen ersten Wettbewerb im slowenischen Nationalteam bestritt er als Junior am 11. September 2004 bei einem FIS-Springen in Villach. Auf Grund anhaltend guter Leistungen wurde er 2006 ins Continental-Cup-Team aufgenommen. Bei der Junioren-Weltmeisterschaft am 2. Februar 2006 in Kranj konnte er auf der Normalschanze den 8. Platz erreichen.
Am 4. Februar 2007 hatte Hrgota seinen ersten Einsatz bei einem Weltcup-Springen. In Titisee-Neustadt erreichte er auf der Großschanze den 45. Platz. Dies war aber für weitere zwei Jahre der einzige Einsatz im Weltcup-Team. Er startete auch weiterhin nur im Continental Cup und konnte dort bereits am 10. Februar 2007 auf der Snowflake-Schanze im US-amerikanischen Westby mit Platz drei erstmals auf das Podium springen. Bei der Junioren-Weltmeisterschaft am 15. März 2007 im italienischen Tarvisio konnte er im Springen auf der Normalschanze mit Platz 18 ein Ausrufezeichen setzen, bevor er einen Tag später mit dem Team überraschend die Goldmedaille im Teamspringen gewann. Seit dem 9. Januar 2009 springt Hrgota wieder neben dem Continental Cup auch im Weltcup. Beim Skifliegen in Tauplitz scheiterte er mit Platz 39 jedoch bereits im ersten Durchgang. Erst im Weltcup-Skifliegen in Oberstdorf am 14. Februar 2009 konnte er mit dem 27. Platz erste Weltcup-Punkte sammeln. Am 15. Februar wurde er mit der Mannschaft gemeinsam mit Primož Pikl, Robert Kranjec und Rok Urbanc Fünfter. Sein bisher bestes Weltcup-Ergebnis erzielte Hrgota am 22. März 2009 mit Platz 22 beim Skifliegen in Planica.
Seinen bisher größten Erfolg im Erwachsenenbereich feierte Hrgota am 20. Juli 2012, als er mit der slowenischen Equipe den Mannschaftswettbewerb beim Sommer-Grand-Prix im polnischen Wisła gewann. Bei den slowenischen Meisterschaften von der Normalschanze, die am 6. Oktober 2012 in Kranj ausgetragen wurden, sprang er als Dritter erstmals auf das Siegerpodest.
Werdegang als Trainer
Zu Beginn der Weltcup-Saison 2020/21 fungierte Hrgota als Assistent des slowenischen Cheftrainers Gorazd Bertoncelj. Nachdem dieser nach öffentlicher Kritik und mangelnder Erfolge im Rahmen der Skiflug-Weltmeisterschaft 2020 im heimischen Planica zurückgetreten war, übernahm Hrgota interimsweise das Amt des Cheftrainers. Im weiteren Saisonverlauf steigerten sich die slowenischen Skispringer, was ihren Höhepunkt im Gewinn der Bronzemedaille von der Normalschanze durch Anže Lanišek bei den Nordischen Skiweltmeisterschaften 2021 in Oberstdorf fand. Hrgota wurde zugeschrieben, die Atmosphäre im Team entspannt und so zu besseren Ergebnissen beigetragen zu haben. Nach der Saison wurde ihm daher ein Vertrag bis zum Saisonende 2022/23 unterbreitet, welchen er unterzeichnete.

## Erfolge

### Weltcup-Platzierungen
| Saison  | Platz | Punkte |
| ------- | ----- | ------ |
| 2008/09 | 52.   | 26     |
| 2009/10 | 79.   | 04     |
| 2013/14 | 70.   | 19     |

### Grand-Prix-Siege im Team
| Nr. | Datum         | Ort   | Typ           |
| --- | ------------- | ----- | ------------- |
| 1.  | 20. Juli 2012 | Wisła | Normalschanze |

### Grand-Prix-Platzierungen
| Saison | Platz | Punkte |
| ------ | ----- | ------ |
| 2009   | 59.   | 14     |
| 2010   | 80.   | 02     |
| 2012   | 34.   | 62     |